# Apate Schonherr
Apate Schonherr là một loài bọ cánh cứng trong họ Bostrichidae. Loài này được in Dejean miêu tả khoa học năm 1833.